# Италијански елитни шампионат
Италијански елитни шампионат (енгл. Italian Elite Championship (Campionato Nazionale Eccellenza)) је прва рагби јунион лига у Италији.

## Списак шампиона Италије у рагбију
1929 Амброзијана
1930 Рагби клуб Милан
1931 Рагби клуб Милан
1932 Рагби клуб Милан
1933 Рагби клуб Милан
1934 Рагби клуб Милан
1935 Рагби клуб Рома
1936 Рагби клуб Милан
1937 Рагби клуб Рома
1938 Рагби клуб Милан
1939 Рагби клуб Милан
1940 Рагби клуб Милан
1941 Рагби клуб Милан
1942 Рагби клуб Милан
1943 Рагби клуб Милан
1946 Рагби клуб Милан
1947 Рагби клуб Торино
1948 Рагби клуб Рома
1949 Рагби клуб Рома
1950 Рагби клуб Парма
1951 Рагби клуб Ровиго
1952 Рагби клуб Ровиго
1953 Рагби клуб Ровиго
1954 Рагби клуб Ровиго
1955 Рагби клуб Парма
1956 Фаема Тревизо
1957 Рагби клуб Парма
1958 Фиаме Оро Падова
1959 Фиаме Оро Падова
1960 Фиаме Оро Падова
1961 Фиаме Оро Падова
1962 Рагби клуб Ровиго
1963 Рагби клуб Ровиго
1964 Рагби клуб Ровиго
1965 Партенопе Наполи
1966 Партенопе Наполи
1967 Лаквила 
1968 Фиаме Оро Падова
1969 Лаквила 
1970 Рагби клуб Петрарка 
1971 Рагби клуб Петрарка 
1972 Рагби клуб Петрарка 
1973 Рагби клуб Петрарка 
1974 Рагби клуб Петрарка 
1975 Конкордија Бреша
1976 Рагби клуб Ровиго
1977 Рагби клуб Петрарка 
1978 Бенетон Тревизо
1979 Рагби клуб Ровиго
1980 Рагби клуб Петрарка 
1981 Лаквила 
1982 Лаквила 
1983 Бенетон Тревизо
1984 Рагби клуб Петрарка 
1985 Рагби клуб Петрарка 
1986 Рагби клуб Петрарка 
1987 Рагби клуб Петрарка 
1988 Рагби клуб Ровиго
1989 Бенетон Тревизо
1990 Рагби клуб Ровиго
1991 Рагби клуб Милан
1992 Бенетон Тревизо
1993 Рагби клуб Милан
1994 Лаквила 
1995 Рагби клуб Милан
1996 Рагби клуб Милан
1997 Бенетон Тревизо
1998 Бенетон Тревизо
1999 Бенетон Тревизо
2000 Рагби клуб Рома
2001 Бенетон Тревизо
2002 Рагби клуб Виадана
2003 Бенетон Тревизо
2004 Бенетон Тревизо
2005 Каливизиано
2006 Бенетон Тревизо
2007 Бенетон Тревизо
2008 Каливизиано
2009 Бенетон Тревизо
2010 Бенетон Тревизо
2011 Рагби клуб Петрарка 
2012 Каливизиано
2013 Моглиано
2014 Каливизиано
2015 Каливизиано

## О лиги
Рагби јунион је један од најпопуларнијих екипних спортова у Италији. Почео се играти у северном делу Италије још у 19. веку.Два најбоља италијанска клуба Бенетон Тревизо и Парма Зебре играју у Про 12. У италијанском елитном шампионату учествује 10 екипа. 
Екипе за сезону 2015-2016
Сан Дона
Калвизиано
Каваљери Прато
Фиаме Оро
Лаквила
Рагби клуб Лацио
Моглиано
Петрарка Падова
Ровиго
Виадана 